# Chesias linogrisearia
Chesias linogrisearia is een vlinder uit de familie spanners (Geometridae). De wetenschappelijke naam is voor het eerst geldig gepubliceerd in 1888 door Constant.
De soort komt voor in Europa.